# Walerij Pustowojtenko

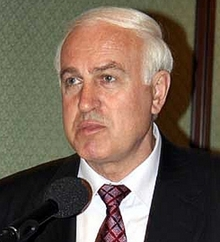
Walerij Pustowojtenko, 2015

Walerij Pawlowytsch Pustowojtenko (ukrainisch Валерій Павлович Пустовойтенко, wiss. Transliteration Valerij Pavlovyč Pustovojtenko; * 23. Februar 1947 in Adamiwka, Oblast Mykolajiw) war von 16. Juli 1997 bis 22. Dezember 1999 Ministerpräsident in der Ukraine.
Walerij Pustowojtenko wurde am 23. Februar 1947 als Sohn eines Bauern geboren. Er besuchte die Odessaer Industrieschule Nr. 9 sowie das Odessaer Polytechnische Institut und das Zivile Technische Institut in Dnepropetrowsk. 1984 wurde er Direktor des Industriebetriebs Dniprobudmechanisazija. Seit 1987 war er in der Stadtverwaltung von Dnepropetrowsk tätig. 
Im März 1990 wurde er in die Werchowna Rada, das Parlament der Ukraine gewählt. Von April bis September 1993 sowie von Juli 1994 bis Juli 1997 war er Mitglied des Regierungskabinetts der Ukraine. Von Oktober 1993 bis Juli 1994 war er stellvertretender Direktor einer Privatbank.
Am 16. Juli 1997 wurde Pustowojtenko Ministerpräsident der Ukraine. 1999, nach der Amtseinführung von Staatspräsident Leonid Kutschma, der in diesem Jahr wiedergewählt wurde, trat Pustowojtenko verfassungsgemäß mit seinem Kabinett zurück. Danach war er parteipolitisch tätig. Im Kabinett Kinach bekleidete er das Amt des Verkehrsministers.
Pustowojtenko war seit der Gründung der Volksdemokratischen Partei der Ukraine (NDP) deren Führungspersönlichkeit, vor seiner Wahl zum Ministerpräsidenten und nach 2000 auch ihr Vorsitzender. Als das Parteienbündnis Block der Volksdemokratischen Partei unter Führung der NDP bei den Parlamentswahlen 2006 weniger als 1 % der Stimmen erzielte, trat der von diesem Amt zurück.